# 83 aC
L'any 83 aC va ser un any del calendari romà prejulià. En aquell temps, era conegut com a any del consolat d'Escipió i Norbà (o, més rarament, any 671 ab urbe condita o de la fundació de la ciutat). L'ús del nom «83 aC» per referir-se a aquest any es remunta a l'alta edat mitjana, quan el sistema Anno Domini va ser el mètode de numeració dels anys més comú a Europa.

## Esdeveniments

### Regne del Pont
- Luci Licini Murena, el governador de roma a Àsia, s'enfronta contra les forces de Mitridates VI Eupator, rei del Pont, iniciant la Segona Guerra Mitridàtica. S'apodera de Comana, creua l'Halis i assola la regió.[2]

### Imperi Selèucida
- Filip I Filadelf, rei selèucida, davant la descomposició del regne després de la mort d'Antíoc XII Dionisi, és perseguit per Tigranes II d'Armènia, i es refugia a Cilícia, i es creu que Tigranes el captura i l'executa. Cilícia i les regions adjacents queden sotmeses a Armènia.[3]

### Antiga Roma
- Luci Corneli Escipió Asiagen i Gai Norbà són elegits cònsols.[4]
- Luci Corneli Sul·la torna a Itàlia de les seves campanyes a Grècia. Entra per Brundisium a la Campània on l'espera Norbà a la riba del Volturnus i al peu de la muntanya Tifata, prop de Càpua. Sul·la envia emissaris a Norbà per no entrar en enfrontaments, i amb la missió secreta de comprovar les defenses de l'enemic, però els soldats de Norbà ho descobreixen i els expulsen del campament. Segueix una batalla on les tropes de Norbà, sense experiència, cauen davant dels veterans de Sul·la i fugen. Norbà aconsegueix reunir-los a Càpua, on veu que ha perdut uns sis o set mil soldats. Sul·la perd només 70 homes.[5] Apià situa la batalla a Canusium, però probablement és un error per Casilínum a la vora del Volturnus.[6]
- Escipió Asiagen es prepara per enfrontar-se a Sul·la, però aquest fa promeses a les tropes d'Escipió, que deserten i es passen al seu bàndol. El cònsol és fet presoner junt amb el seu fill Luci, però Sul·la els allibera sense castigar-los.[5]
- Per un incendi al temple de Júpiter Capitolí, es perden els Llibres sibil·lins.[7][8]
- Juli Cèsar, amb 17 anys, es casa amb Cornèlia Cinnil·la, filla de Luci Corneli Cinna.[9]

## Naixements
- Marc Antoni, polític romà (data aproximada).[10]

## Necrològiques
- Filip I Filadelf, rei selèucida (data aproximada).[3]